# Pepita Padrós i Martí
Pepita Padrós i Martí (Badalona, 1952) és una arqueòloga catalana. Va ser cap del Departament d'Arqueologia del Museu de Badalona fins al 2017.
És llicenciada en Filosofia i Lletres per la Universitat de Barcelona. Començà a treballar al Museu de Badalona a finals dels anys setanta. Ha estat la Cap del Departament d'Arqueologia del museu, i l'encarregada de l'excavació de tots els jaciments trobats al municipi de Badalona, tant els romans de l'antiga Baetulo o com els ibers, fins a la seva jubilació el 2018, així com de la seva museïtzació i difusió a través de nombrosos estudis, llibres i publicacions. Les darrers troballes, on tingué un paper rellevant, fou durant les obres del metro a la seva parada a Badalona-Pompeu Fabra, on hi es descobriren 6 forns amb 300 àmfores cadascun, així com la recuperació de dos importants mosaics i una escultura del déu Bacus, descoberts en les obres del lateral de l'autopista C-31.
Com a historiadora i arqueòloga forma part de la Comissió de Patrimoni de l'Ajuntament de Badalona i de la Comissió Territorial de Patrimoni de Barcelona. Ha participat, així mateix, en nombrosos simpòsiums, seminaris i trobades internacionals d'experts en arqueologia.
El 2018 fou escollida com a pregonera de les Festes de Maig de Badalona com a reconeixement a la seva trajectòria professional.